# Dolichoderus coquandi
Dolichoderus coquandi é uma espécie de formiga do gênero Dolichoderus.